# Don Jaime, hertig av Segovia
Don Jaime, hertig av Segovia, född 23 juni 1908, död 20 mars 1975, var en spansk tronarvinge.
Don Jaime var andre son till Alfons XIII av Spanien. Han blev 1933 tronarvinge men avsade sig kort därefter tronanspråken. År 1949 förklarade han sig dock återuppta sina anspråk på den spanska tronen.